# Zlatý slavík 1963
Zlatý slavík 1963 byl druhý ročník ankety popularity českých zpěváků a písní. Organizoval ji časopis Mladý svět.
Čtenáři hlasovali pro pět nejlepších zpěváků, bodovým systémem byl pro prvního určen zisk šesti bodů, pro druhého čtyři, pro třetího tři atd.
Celkem hlasovalo 4 959 hlasujících.

## Výsledky

### Zpěvačky a zpěváci
| Pořadí | Jméno              | Body  |
| ------ | ------------------ | ----- |
| 1.     | Karel Gott         | 19699 |
| 2.     | Waldemar Matuška   | 14813 |
| 3.     | Eva Pilarová       | 14408 |
| 4.     | Jiří Suchý         | 5865  |
| 5.     | Josef Zíma         | 4451  |
| 6.     | Hana Hegerová      | 3182  |
| 7.     | Yvetta Simonová    | 3028  |
| 8.     | Milan Chladil      | 2203  |
| 9.     | Pavlína Filipovská | 2015  |
| 10.    | Pavel Sedláček     | 1666  |
| 11.    | Jiří Vašíček       | 762   |
| 12.    | Jiří Jelínek       | 699   |
| 13.    | Karel Štědrý       | 624   |
| 14.    | Jana Petrů         | 558   |
| 15.    | Jana Malknechtová  | 452   |
| 16.    | Karel Hála         | 443   |
| 17.    | Judita Čeřovská    | 279   |
| 18.    | Ljuba Hermanová    | 225   |
| 19.    | Miki Volek         | 176   |
| 20.    | Jiří Šlitr         | 151   |
| 21.    | Rudolf Cortés      | 131   |
| 22.    | Pavel Bobek        | 109   |
| 23.    | Arnošt Kavka       | 73    |
| 24.    | Helena Blehárová   | 65    |
| 25.    | Jarmila Veselá     | 44    |
| 26.    | Milan Drobný       | 43    |
| 27.    | Edita Štaubertová  | 32    |
| 28.    | Eva Martinová      | 24    |
| 29.    | Věra Křesadlová    | 20    |
| 30.    | Viktor Sodoma      | 16    |

### Písně
| Pořadí | Jméno                 | Hudba       | Text        |
| ------ | --------------------- | ----------- | ----------- |
| 1.     | Oči sněhem zaváté     | Jiří Šlitr  | Jiří Suchý  |
| 2.     | Motýl                 | Jiří Šlitr  | Jiří Suchý  |
| 3.     | Tam za vodou v rákosí | Karel Mareš | Jiří Štaidl |